# Walter Davis Lambert
Walter Davis Lambert (* 12. Januar 1879 in New Brighton (New York), Staten Island; † 27. Oktober 1968 in Washington, D.C.) war ein US-amerikanischer Physiker, Mathematiker und Geodät.

## Leben
Über Lamberts Vorfahren, die aus England kamen, ist einiges bekannt. Sein Großvater Henry Lambert (1812–1909) immigrierte in die USA 1834. Sein Urgroßvater war der englische Colonel Luke Lambert (ca. 1780–1824). Angeblich lassen sich diese Wurzeln bis zu Wilhelm der Eroberer zurückverfolgen. Die Vorfahren seiner Mutter Elizabeth Bigelow Davis (1853–1932) lassen sich bis zur Immigration aus England im Jahre 1634 zurückverfolgen. Lambert hatte drei Schwestern und einen Bruder.
Lambert besuchte die Harvard University, die er mit der höchsten Auszeichnung in Mathematik, magna cum laude, im Jahr 1900 abschloss. Im folgenden Jahr erhielt er einen Master of Arts in Mathematik an der Harvard University. Von 1901 bis 1902 war er Dozent für Mathematik an der Purdue University und von 1902 bis 1904 an der University of Maine. Lambert wechselte von 1904 bis 1907 zur United States Coast and Geodetic Survey in Washington, D.C. als Mathematiker, um dann erneut Dozent von 1908 bis 1911 an der University of Pennsylvania zu werden. Von 1917 bis 1919 war er Offizier der United States Army. Im Jahre 1917 heiratete er Bertha Brown († 1959).
Von 1924 bis 1954 war Lambert International Reporter on Earth Tides der International Association of Geodesy.
1936 wurde er zum Vizepräsidenten der IAG gewählt. Bei der außerordentlichen Generalversammlung der Internationalen Union für Geodäsie und Geophysik (IUGG) 1946 wurde Lambert zum Präsidenten der IAG gewählt und hatte diese Position bis 1951 inne. Im Anschluss wurde er zum Ehrenpräsidenten auf Lebenszeit gewählt.
Von 1950 bis 1964 war er Berater am Institute of Geodesy, Photogrammetry and Cartography der Ohio State University.
Lambert verstarb am 27. Oktober 1968 im Washington Hospital Center nach kurzer Krankheit im Alter von 89 Jahren.

## Auszeichnungen
- 1949 William-Bowie-Medaille
- 1949 Mitglied der National Academy of Sciences